# الرشيد (أسماء الله الحسنى)
الرشيد أورده الوليد بن مسلم و ابن منده و ابن العربي و البيهقي في أسماء الله الحسنى ، بينما يري أغلب علماء المسلمين أنه ليس من أسماء الله الحسنى لأنه لم يرد في القرآن أو السنة.

## وروده في القرآن الكريم
اسم الله الرشيد أشار إليه التنزيل فقال: ﴿وَهَيِّئْ لَنَا مِنْ أَمْرِنَا رَشَدًا﴾ وقال: ﴿وَمَنْ يُضْلِلْ فَلَنْ تَجِدَ لَهُ وَلِيًّا مُرْشِدًا﴾.

## وروده في السنة النبوية
وجاء في السنة النبوية في حديث أبي هريرة عند الترمذي: (قَالَ رَسُولُ اللَّهِ صلى الله عليه وسلم إِنَّ لِلَّهِ تَعَالَى تِسْعَةً وَتِسْعِينَ اسْمًا مِائَةً غَيْرَ وَاحِدٍ مَنْ أَحْصَاهَا دَخَلَ الْجَنَّةَ) وعد منها: (الرشيد).
قال الحليمي: (الرشيد): وهو المرشد، وهذا مما يؤثر عن النبي ومعناه الدال على المصالح والداعي إليها، فهذا من قوله عز وجل: ﴿وَهَيِّئْ لَنَا مِنْ أَمْرِنَا رَشَدًا﴾ فإن مهيئ الرشد مرشد، وقال: ﴿وَمَنْ يُضْلِلْ فَلَنْ تَجِدَ لَهُ وَلِيًّا مُرْشِدًا﴾ فكان ذلك دليلاً ‌على ‌أن ‌من ‌هداه ‌فهو ‌وليه ‌ومرشده.

## ثمرة معرفة اسم الله الرشيد
إذا علم المكلف أن الله سبحانه وتعالى هو الرشيد المرشد الراشد على الاطلاق في جميع الأمور، وأنه أرشد الخلق إلى طريق الحق وإلى المصالح التي ينتظم بها وجودهم وإلى كل ما يحتاجون إليه وجب عليه أن يؤمن به لأنه هو الذي أرشده إلى الإيمان به وإلى منهج العدل وإلى الدين القيم بما أنزله في القرآن الحكيم، وأن يحسن معاملة مولاه بما أمره به ونهاه عنه، لأن في ذلك غاية الرشد، دل على ذلك قوله صلى الله علية وآله وسلم: (مَنْ يُطِعْ اللَّهَ وَرَسُولَهُ فَقَدْ رَشَدَ وَمَنْ يَعْصِهِمَا فَإِنَّهُ لَا يَضُرُّ إِلَّا نَفْسَهُ وَلَا يَضُرُّ اللَّهَ شَيْئًا)، فقد بين صلى الله عليه وآله وسلم أن الرشد في طاعة الله، والغي في معصيته، فعلى المؤمن أن يرشد عباد الله إلى طاعة الله وعبادته، وأن يخلص لهم النصيحة في ذلك، ويحذرهم حبائل العصيان، واتباع خطوات الشيطان، فالرشيد الذي يرشد الناس إلى طاعة الله، ويعلم أن الله جل وعلا أسعده بإرشاده، وأرشده إلى دينه وكتابه، وأرشده إلى محبته ومحبة نبيه صلى الله عليه وآله وسلم، فالإنسان إذا اتصف بهذه الصفات وكان متبعاً لهدي محمد صلى الله عليه وآله وسلم مستقيماً في أخلاقه وسلوكه كان رشيداً، ونال من الله حظاً مجيداً، ولله سبحانه وتعالى عليه في هذه المنة والفضل، وقد امتن الله على إبراهيم عليه السلام من قبل، فقال سبحانه: ﴿وَلَقَدْ آتَيْنَا إِبْرَاهِيمَ رُشْدَهُ مِنْ قَبْلُ﴾ فإذا كنت أخي مع الله الرشيد، فستكون سعيداً رشيداً، فالله جل وعلا هو الذي ألهم أهل الرشد إلى طاعته، وهو الذي أرشد الخلائق إلى هدايته، فانظر إلى الفتية الذين آمنوا بربهم وسألوه الرحمة والرشاد، كما حكى الله عنهم ذلك في محكم الكتاب فقال: ﴿إِذْ أَوَى الْفِتْيَةُ إِلَى الْكَهْفِ فَقَالُوا رَبَّنَا آتِنَا مِنْ لَدُنْكَ رَحْمَةً وَهَيِّئْ لَنَا مِنْ أَمْرِنَا رَشَدًا﴾ والرشيد من الناس من أخلص الطاعة لله، والغني من آثر القناعة.

## من الأقوال في معناه
ذكره ابن القيم في نونيته :